# Дрогичинский район
Дроги́чинский райо́н (бел. Драгічынскі раён) — административная единица на юго-западе Брестской области Республики Беларусь. Административный центр — город Дрогичин. Район делится на 11 сельсоветов.
Численность населения — 32 884 человек (на 1 января 2025 года).
В Дрогичинской районе наиболее популярной культурой для выращивания является малина.

## География
Территория 1855 км² (8-е место среди районов). Граничит с Кобринским, Берёзовским и Ивановским районами Брестской области. Также граничит с двумя районами Волынской области Украины, Камень-Каширским и Ковельским районом.
Район расположен на западной окраине Полесской седловины и юго-западной части Подлесско-Брестской впадины, в бассейне Днепра. Здесь протекают реки Ясельда, Неслуха и Плеса, а также проходит Днепровско-Бугский канал (часть Днепро-Бугского водного пути).
В географическом отношении район расположен на западной окраине Полесской седловины и юго-западной части Полесско-Брестской впадины. Земли дерново-подзолистые, суглинистые, песчаные, супесчаные и торфяные.
На территории района также расположены:
- Радостовский ботанический заказник (создан в 1978 году для охраны мест массового произрастания лекарственных растений — толокнянка, ландыш майский, крушина ломкая, валерьяна лекарственная)
- часть территории государственного заказника «Споровский»
- и государственного биологического заказника «Званец»

Полезные ископаемые: торф, строительный песок, глина, мел.

## Геральдика
Герб утверждён решениями Дрогичинского районного исполнительного комитета от 19 мая 1998 года № 310 и Дрогичинского районного Совета депутатов от 4 июня 1998 года № 374. Зарегистрирован в Гербовом матрикуле Республики Беларусь 9 июня 1998 года № 15.

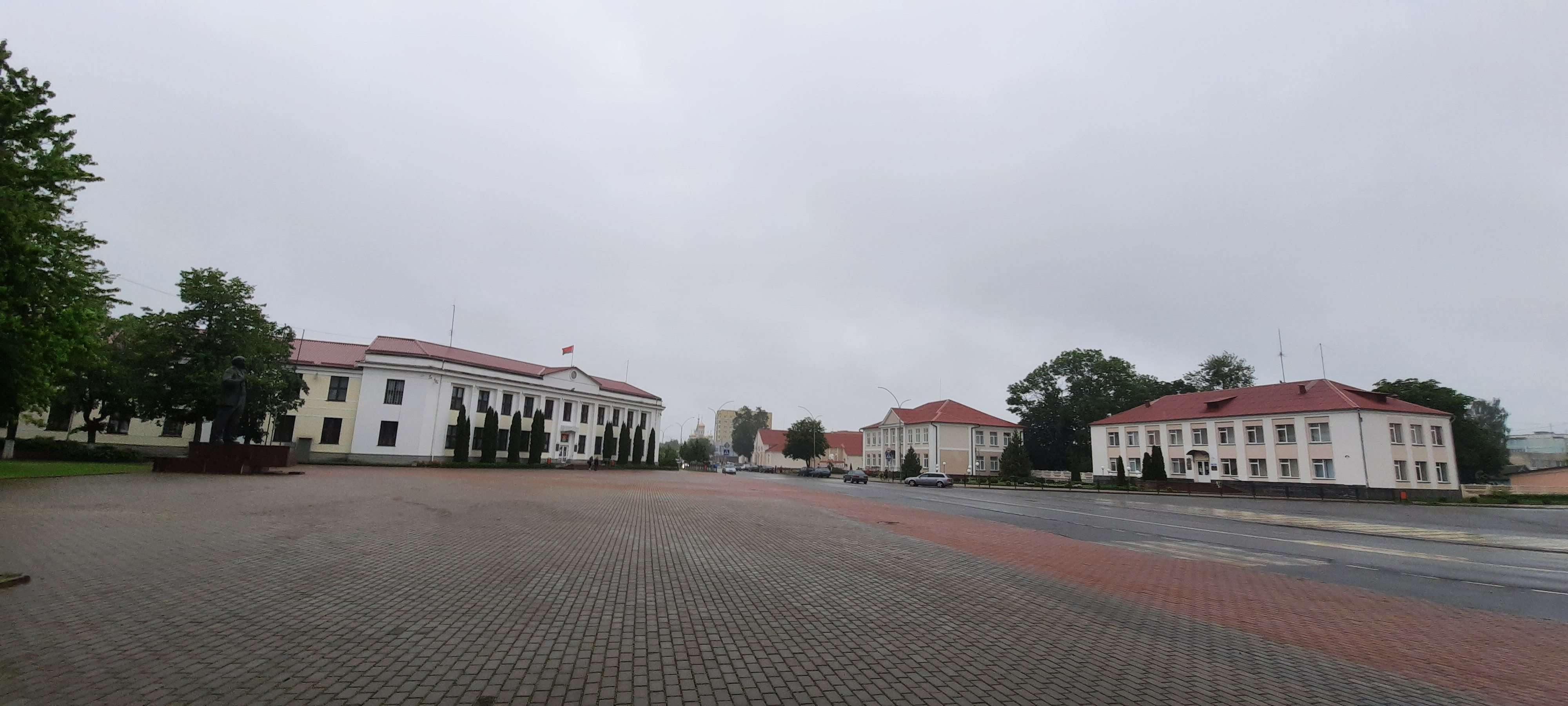
Панорама

Флаг учреждён Указом Президента Республики Беларусь от 2 декабря 2008 года № 659 и зарегистрирован в Государственном геральдическом регистре Республики Беларусь 23 января 2009 года № Б-155.

## История
С 1795 г. входила в состав Российской империи (сперва в Кобринский уезд Слонимской губернии, с 1797 г. в Литовской губернии, с 1801 г. — в Гродненской губернии).
С 1915 по 1918 годы, в первую мировую войну, территория была оккупирована немецкими войсками.
С 1919 по 1920 и с 1921 по 1939 годы — край находился в составе Польши, а Дрогичин был центром повята Полесского воеводства. После вхождения Западной Белоруссии в состав БССР (1939) Дрогичин и часть повета вошли в Пинскую область. Дрогичинский район создан 15 января 1940 года в соответствии с Указом Президиума Верховного Совета БССР. 12 октября 1940 года установлено деление района на 20 сельсоветов.
С 25 июня 1941 по 17 июля 1944 — край был оккупирован немцами. Район освобожден войсками 1-го Белорусского фронта в ходе Белорусской операции.
В 1954 году район был включен в состав Брестской области в связи с упразднением Пинской области, вскоре началось укрупнение сельсоветов. 8 августа 1959 года к Дрогичинскому району была присоединена часть упразднённого Антопольского района: посёлок Антополь и четыре сельсовета (Головчицкий, Детковичский, Именинский, Первомайский). 
25 декабря 1962 года в состав образованного Дрогичинского района передан Ивановский район, за исключением Бродницкого сельского Совета и населённых пунктов: Вилы, Закутье, Королин, Кротово, Новоселки, Отовчицы, Полкотичи и Скоратичи Достоевского сельского Совета. 6 января 1965 года эти территории были переданы восстановленному Ивановскому району.
20 октября 1995 года административные единицы Дрогичинский район и город Дрогичин, имеющие общий административный центр, объединены в одну административную единицу — Дрогичинский район.

## Административное деление
В составе района 11 сельсоветов:
- Антопольский — 1 городской посёлок, 1 агрогородок и 22 деревни
- Бездежский — 1 агрогородок и 7 деревень
- Брашевичский — 1 агрогородок и 7 деревень
- Дрогичинский — 1 агрогородок и 22 деревни
- Закозельский — 3 агрогородка и 11 деревень
- Именинский — 1 агрогородок и 8 деревень
- Немержанский — 1 агрогородок и 11 деревень
- Осовецкий — 1 агрогородок и 9 деревень
- Попинский — 1 агрогородок и 10 деревень
- Радостовский — 1 агрогородок и 4 деревни
- Хомский — 1 агрогородок и 9 деревень

Упразднённые сельсоветы:
- Вульковский
- Головчицкий
- Гутовский
- Детковичский

## Транспорт
Через район проходит железная дорога Брест — Гомель.
| Автодороги проходящие через Дрогичинский район          | Обозначения |
| ------------------------------------------------------- | ----------- |
| Граница Российской Федерации (Селище) — Гомель — Кобрин | М10         |
| Береза — Дрогичин                                       | Р84         |
| Войтешин (от Р2) — Хомск — Дрогичин                     | Р136        |

## Население
Численность населения — 32 884 человек (на 1 января 2025 года), в том числе городское — 16 144 человек (Дрогичин — 14 743 человек, Антополь — 1 401 человек), сельское — 16 740 человек.
Население района составляет 34 144 человек (на 1 января 2023 года), в том числе в городских условиях проживают 16 305 человек (Дрогичин — 14 856 человек, Антополь — 1 449 человек), в сельских — 17 839 человек).
| Численность населения (по годам) | Численность населения (по годам) | Численность населения (по годам) | Численность населения (по годам) | Численность населения (по годам) | Численность населения (по годам) | Численность населения (по годам) | Численность населения (по годам) | Численность населения (по годам) | Численность населения (по годам) | Численность населения (по годам) |
| 1996                             | 2001                             | 2002                             | 2003                             | 2004                             | 2005                             | 2006                             | 2007                             | 2008                             | 2009                             | 2010                             |
| -------------------------------- | -------------------------------- | -------------------------------- | -------------------------------- | -------------------------------- | -------------------------------- | -------------------------------- | -------------------------------- | -------------------------------- | -------------------------------- | -------------------------------- |
| 52 600                           | ▼50 064                          | ▼49 340                          | ▼48 738                          | ▼48 014                          | ▼47 224                          | ▼46 245                          | ▼45 500                          | ▼44 258                          | ▼43 694                          | ▼43 045                          |
| 2011                             | 2012                             | 2013                             | 2014                             | 2015                             | 2016                             | 2017                             | 2018                             | 2019                             | 2020                             | 2021                             |
| ▼42 224                          | ▼41 290                          | ▼40 605                          | ▼40 003                          | ▼39 326                          | ▼38 570                          | ▼38 011                          | ▼37 494                          | ▼36 930                          | ▼36 420                          | ▼35 757                          |
| 2022                             | 2023                             | 2024                             | 2025                             |                                  |                                  |                                  |                                  |                                  |                                  |                                  |
|                                  | ▼ 34 144                         |                                  | ▼32 884                          |                                  |                                  |                                  |                                  |                                  |                                  |                                  |

| Национальный состав по переписи 2019 года | Национальный состав по переписи 2019 года | Национальный состав по переписи 2019 года | Национальный состав по переписи 2019 года | Национальный состав по переписи 2019 года | Национальный состав по переписи 2019 года | Национальный состав по переписи 2019 года | Национальный состав по переписи 2019 года | Национальный состав по переписи 2019 года | Национальный состав по переписи 2019 года | Национальный состав по переписи 2019 года | Национальный состав по переписи 2019 года | Национальный состав по переписи 2019 года |
| Всего (2019)                              | белорусы                                  | белорусы                                  | русские                                   | русские                                   | украинцы                                  | украинцы                                  | цыгане                                    | цыгане                                    | поляки                                    | поляки                                    | армяне                                    | армяне                                    |
| ----------------------------------------- | ----------------------------------------- | ----------------------------------------- | ----------------------------------------- | ----------------------------------------- | ----------------------------------------- | ----------------------------------------- | ----------------------------------------- | ----------------------------------------- | ----------------------------------------- | ----------------------------------------- | ----------------------------------------- | ----------------------------------------- |
| 36 527                                    | 34 035                                    | 93,18%                                    | 1043                                      | 2,86%                                     | 741                                       | 2,03%                                     | 198                                       | 0,54%                                     | 54                                        | 0,15%                                     | 43                                        | 0,12%                                     |
|                                           |                                           |                                           |                                           |                                           |                                           |                                           |                                           |                                           |                                           |                                           |                                           |                                           |
| Национальный состав по переписи 2009 года |                                           |                                           |                                           |                                           |                                           |                                           |                                           |                                           |                                           |                                           |                                           |                                           |
| Всего (2009)                              | белорусы                                  | белорусы                                  | русские                                   | русские                                   | украинцы                                  | украинцы                                  | цыгане                                    | цыгане                                    | армяне                                    | армяне                                    | поляки                                    | поляки                                    |
| 42 948                                    | 40 850                                    | 95,12%                                    | 913                                       | 2,13%                                     | 890                                       | 2,07%                                     | 87                                        | 0,2%                                      | 49                                        | 0,11%                                     | 47                                        | 0,11%                                     |
|                                           |                                           |                                           |                                           |                                           |                                           |                                           |                                           |                                           |                                           |                                           |                                           |                                           |
| Национальный состав по переписи 1959 года |                                           |                                           |                                           |                                           |                                           |                                           |                                           |                                           |                                           |                                           |                                           |                                           |
| Всего (1959)                              | белорусы                                  | белорусы                                  | русские                                   | русские                                   | украинцы                                  | украинцы                                  | поляки                                    | поляки                                    | евреи                                     | евреи                                     |                                           |                                           |
| 67 112                                    | 63 999                                    | 95,36%                                    | 1589                                      | 2,37%                                     | 969                                       | 1,44%                                     | 344                                       | 0,51%                                     | 53                                        | 0,08%                                     |                                           |                                           |

На 1 января 2021 года 18,7% населения района было в возрасте моложе трудоспособного, 52,3% — в трудоспособном, 29,0% — старше трудоспособного. Коэффициент рождаемости в 2017 году — 11,5, смертности — 19,2. В 2020 году в районе был заключен 161 брак (4,5 на 1000 человек) и 69 разводов (1,9).

## Экономика
Выручка от реализации продукции, товаров, работ, услуг за 2020 год составила 360,5 млн рублей (около 144 млн долларов), в том числе 136,7 млн рублей пришлось на сельское, лесное и рыбное хозяйство, 119,5 млн на промышленность, 28 млн на строительство, 67,2 млн на торговлю и ремонт.
В 2020 году средняя зарплата работников в районе составила 86,5% от среднего уровня по Брестской области. По этому показателю Дрогичинский район опережает лишь Столинский (81,9%) и Ганцевичский (84,8%) районы.

### Промышленность
В Дрогичине расположены крупнейшие предприятия района:
- ОАО «Дрогичинский комбикормовый завод» (комбикорма, белково-витаминные минеральные добавки; по состоянию на 1 сентября 2021 года признан банкротом и находится в процессе ликвидации[24]);
- ОАО «Экзон» (производит гематогены, сиропы, таблетированную аскорбиновую кислоту и глюкозу, некоторые лекарственные препараты; предприятие образовано на базе недостроенного биохимического завода[25][26]).
- РУПП «Экзон-глюкоза» (производит мальтозный сироп, крахмальную патоку, кукурузный крахмал, кукурузный глютен сухой; находится в стадии санации[24]);
- ОАО «Дрогичинский трактороремонтный завод» (производит прицепы и агрегаты, осуществляет ремонт сельскохозяйственной техники; находится в стадии санации[24])[26].

В посёлке Антополь действует ватно-прядильная фабрика, производящая ватин, синтепон, пряжу полушерстяную, льносодержащую и синтетическую, надматрацники, одеяла, подушки.
В деревне Хомск действует производитель бутилированной минеральной воды СП «Фрост и К» — ООО.

### Сельское хозяйство
В 2020 году сельскохозяйственные организации района собрали 80,5 тыс. т зерновых и зернобобовых культур при урожайности 38,2 ц/га, 435 т льноволокна при урожайности 16,9 ц/га, 30,3 тыс. т сахарной свёклы при урожайности 397 ц/га. Под зерновые культуры в 2020 году было засеяно 21,3 тыс. га пахотных площадей, под лён — 0,32 тыс. га, под сахарную свёклу — 0,96 тыс. га, под кормовые культуры — 30,2 тыс. га.
На 1 января 2021 года в сельскохозяйственных организациях района содержалось 49,8 тыс. голов крупного рогатого скота, в том числе 18,2 тыс. коров. Поголовье свиней (не считая личных хозяйств) уменьшилось с 21 тыс. в 2016 году до 0 в 2021 году. В 2020 году сельскохозяйственные организации района реализовали 5,2 тыс. т мяса скота и птицы и произвели 104,9 тыс. т молока.
Личные и фермерские хозяйства Дрогичинского района специализируются на выращивании на продажу малины.
Государственное сельскохозяйственное ОАО «Хомское» признано банкротом; по состоянию на 1 сентября 2021 года находилось в процессе ликвидации. ОАО «Дрогичинский райагросервис» также признано банкротом и ликвидировалось.

## Образование
В 2020 году в районе насчитывалось 21 учреждение дошкольного образования, которые обслуживали 1161 ребёнка. В 26 школах в 2020/2021 учебном году обучалось 4610 детей, учебный процесс обеспечивали 669 учителей.
В Дрогичине расположено учреждение образования "Дрогичинский государственный аграрный колледж", в котором на различных специальностях обучается 403 учащихся.

## Культура
В Дрогичинском районе действует два музея — музей народного творчества «Бездежский фартушок» в агрогородке Бездеж и Военно-исторический музей имени Д. К. Удовикова (бывший музей партизанской славы) в городе Дрогичин. В 2016 году в этих музеях насчитывалось 1,7 тыс. и 1,3 тыс. музейных предметов основного фонда, их посетило 18,8 тыс. и 2,9 тыс. посетителей соответственно. 
Бездежский музей народного творчества «Бездзежскі фартушок» открыт 17 января 1999 года в деревне Бездеж. Экспозиция размещена в 6 залах. Собран богатый материал ткачества и вышивки мастериц Бездежа и прилегающих деревень. Главное место в экспозиции занимают фартушки (около 150 экспонатов). 
В 2016 году в Дрогичинском районе действовало 27 публичных библиотек с фондом 509,1 тыс. экземпляров книг и журналов. Численность пользователей составила 20,3 тыс. человек, было выдано 340,8 тыс. экземпляров книг и журналов.

## События и мероприятия
- Обряд проводов зимы – Деркачи в Огдемер
- Музей «Бездежскi фартушок» регулярно устраивает мероприятия, связанные с праздниками народного календаря

## Достопримечательность

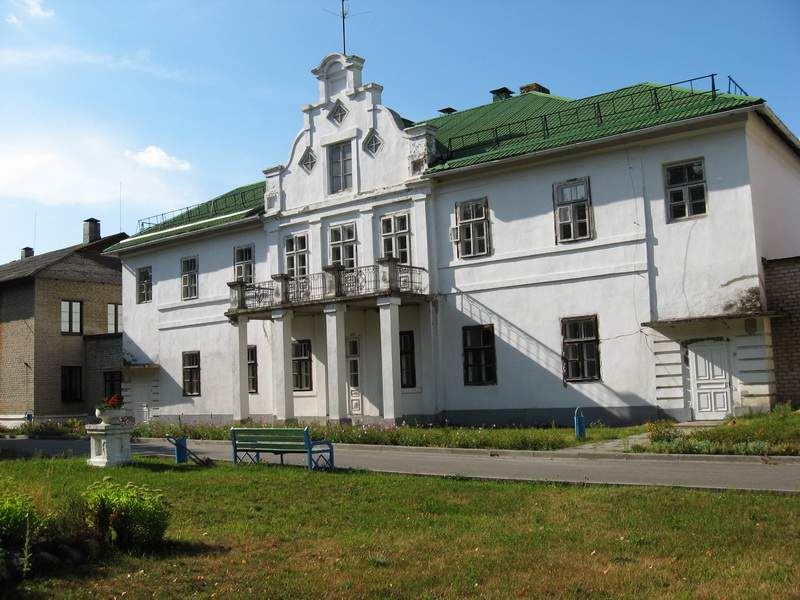
Усадьба Вислоухов в Перковичи

- Сретенская церковь (1863) в Дрогичин
- Свято-Троицкая церковь (1784 г.) в Бездеж
- Церковь Рождества Богородицы (1737 г.) в Вавуличи
- Церковь Святого Михаила Архангела в Осовцы
- Церковь Рождества Богородицы в Субботы
- Свято-Покровская церковь (1740) в Детковичи
- Усадебно-парковый комплекс рода Вислоухов (начало XIX века) в Перковичи
- Покровская церковь в Радостово
- Церковь Рождества Богородицы в Ляховичи
- Георгиевская (или Юрьевская) церковь (1766) в Воловель
- Спасо-Преображенская церковь в Брашевичи
- Успенская церковь (конец XX в.) в Липники
- Усадебно-парковый комплекс (начало XIX века), Часовня-усыпальница Ожешко в Закозель
- Памятный знак на валуне в память о замке рода Вишневецких, который находился вблизи деревни Жабер
- Костёл св. Андрея Баболи (1938) в Антополь
- Мемориальный камень Элизе Ожешко в Людвиново
- Усадьба Ожешко в Людвиново
- Могила Федора Николаевича Минкова (1830—1906) — великого болгарского и российского педагога, основателя Южнославянского пансиона

## Галерея

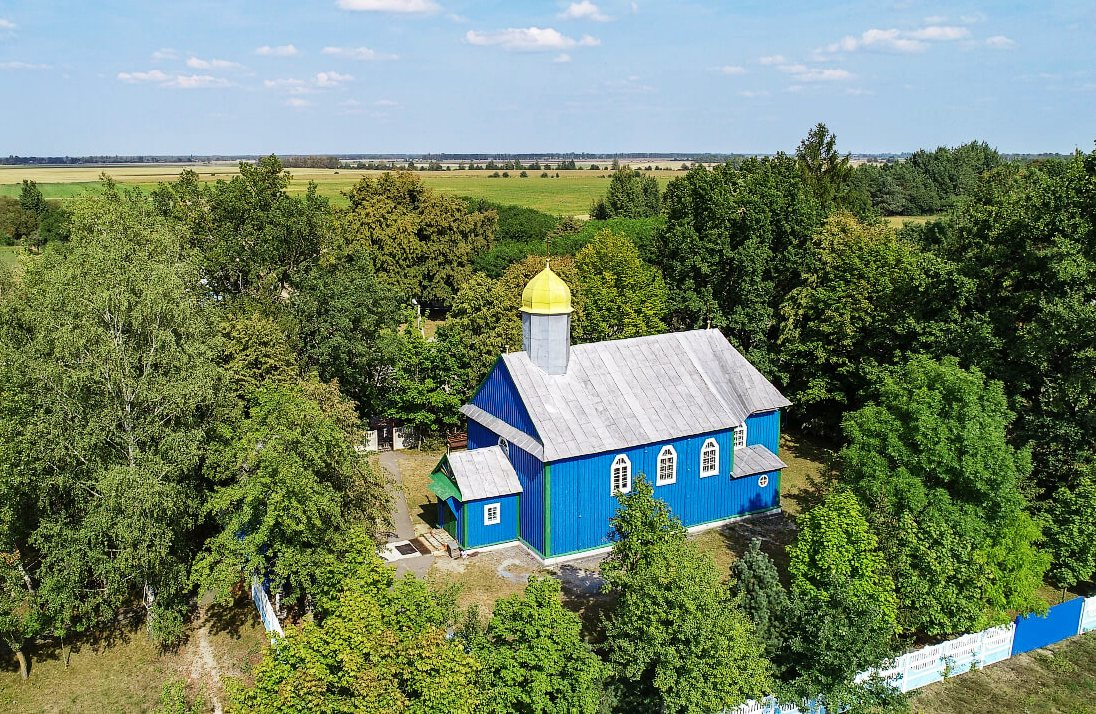
Церковь Святого Михаила Архангела в Осовцы
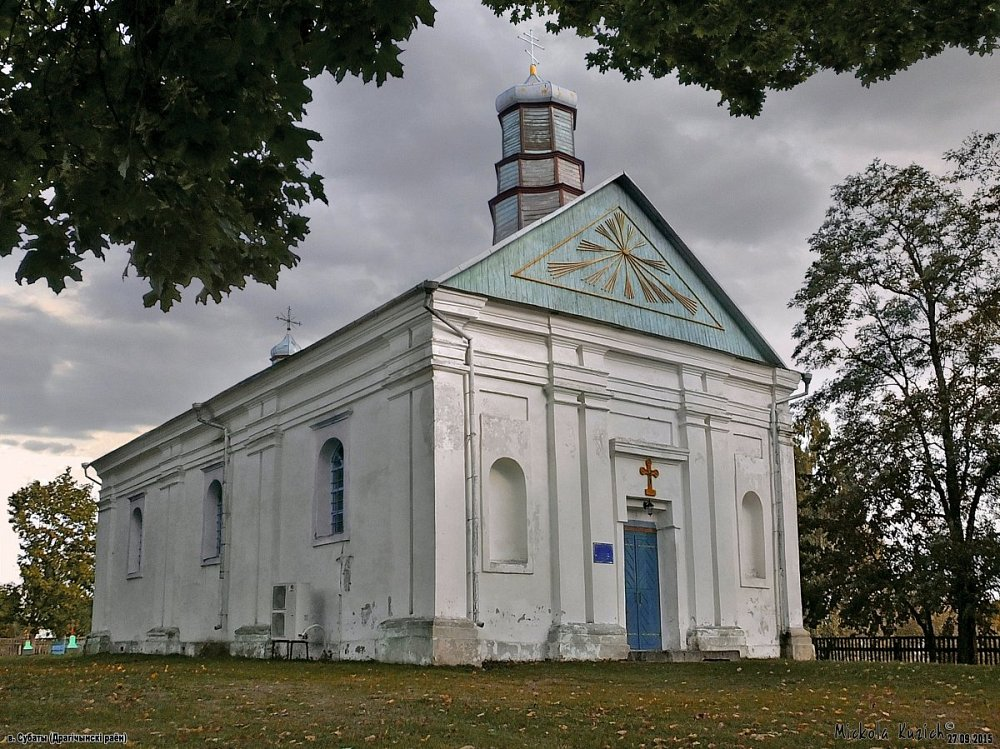
Церковь Рождества Богородицы в Субботы
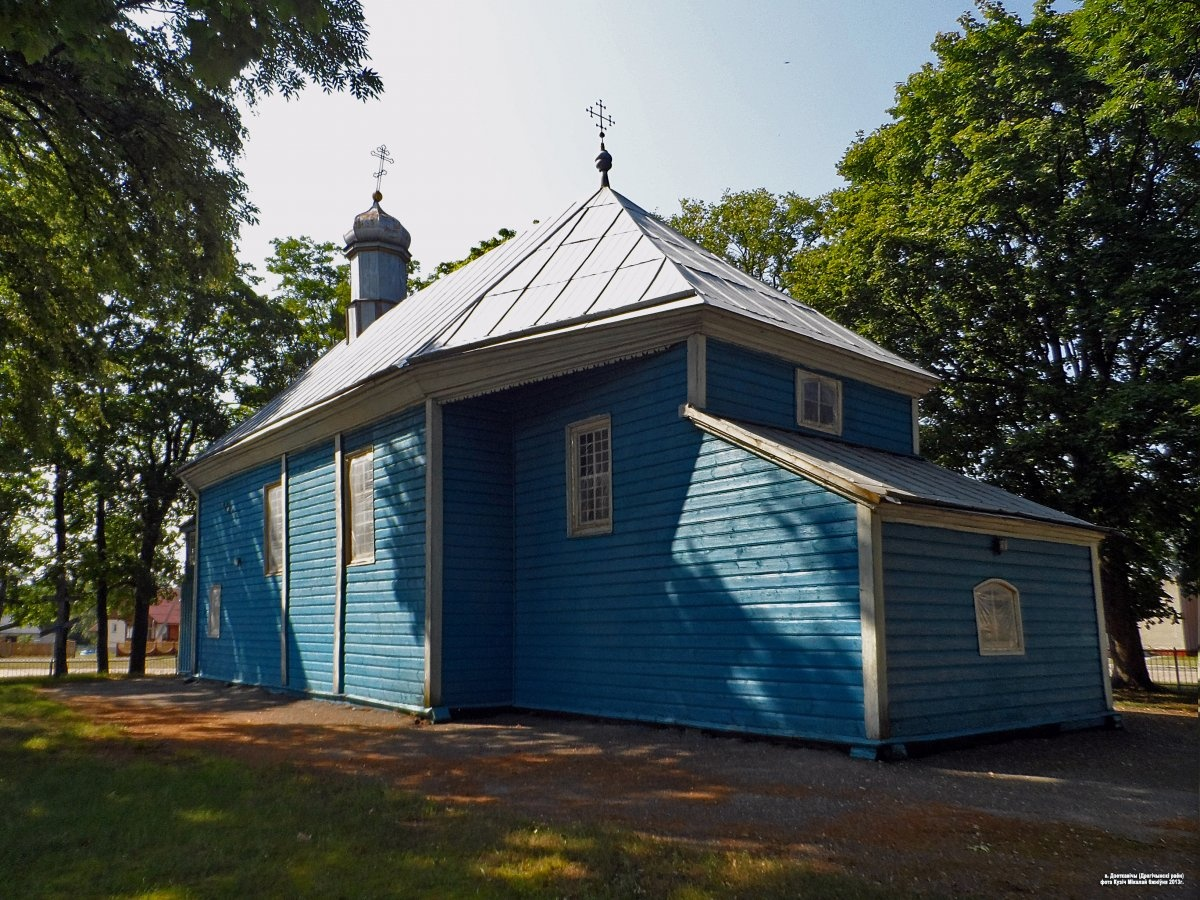
Свято-Покровская церковь в Детковичи
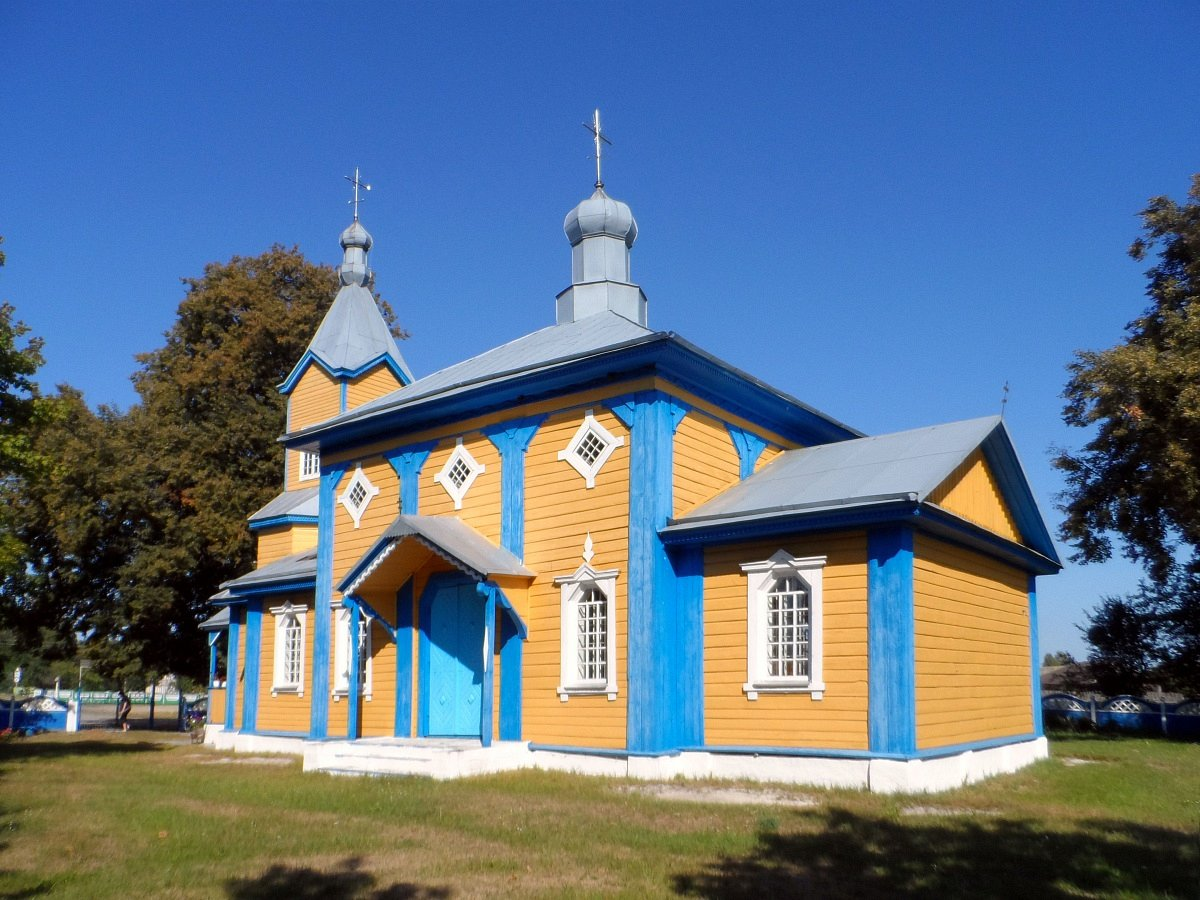
Покровская церковь в Радостово
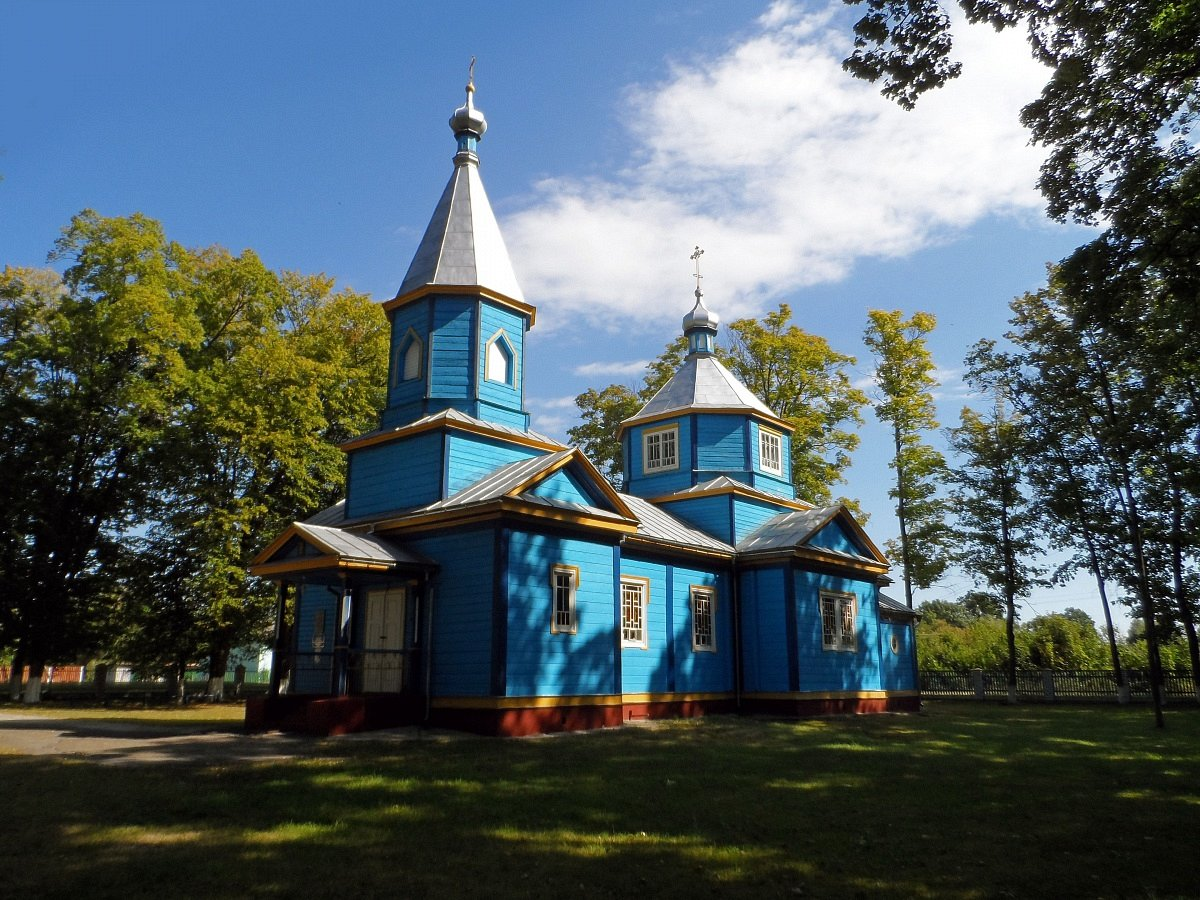
Церковь Рождества Богородицы в Ляховичи
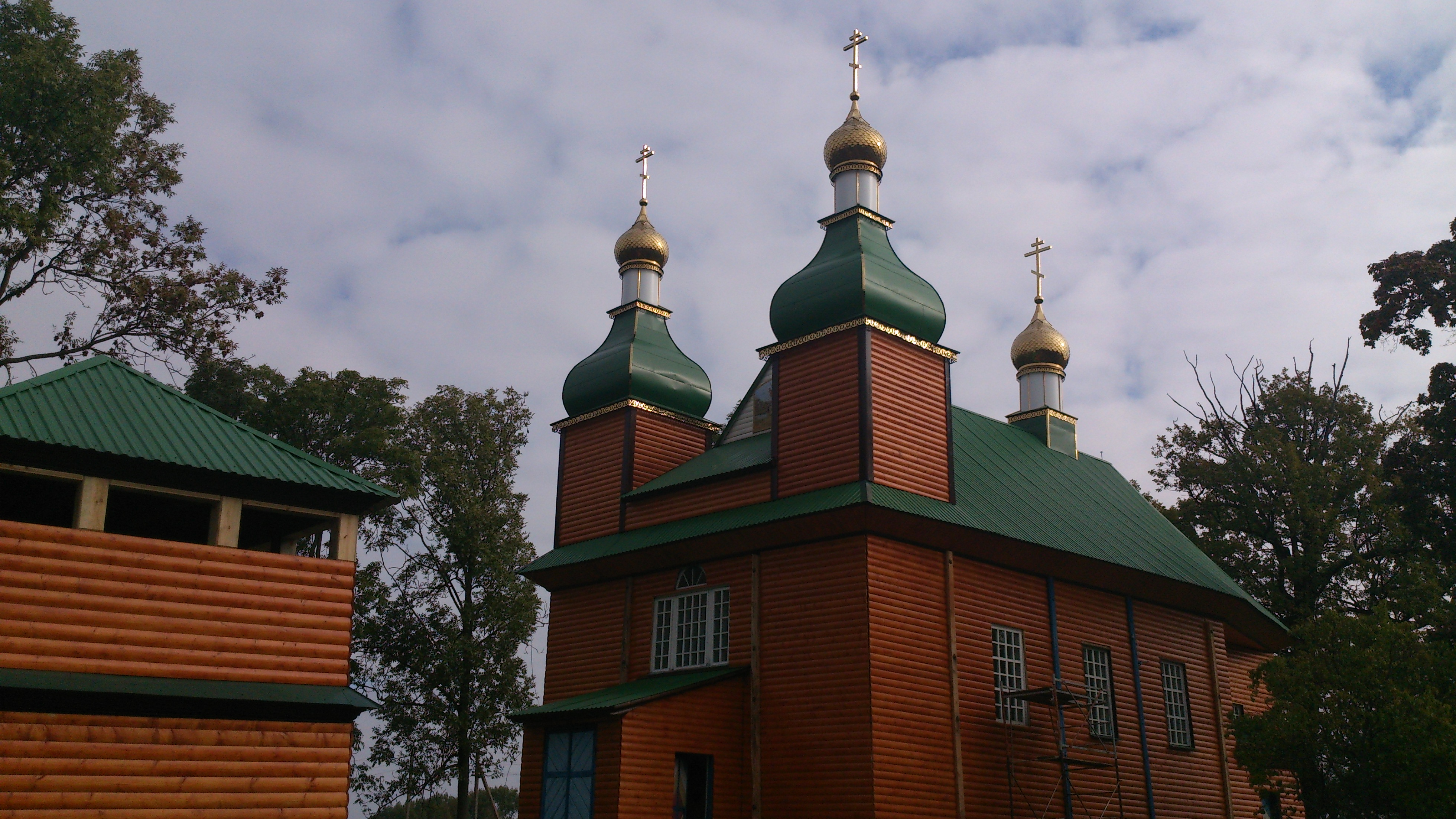
Георгиевская церковь вВоловель
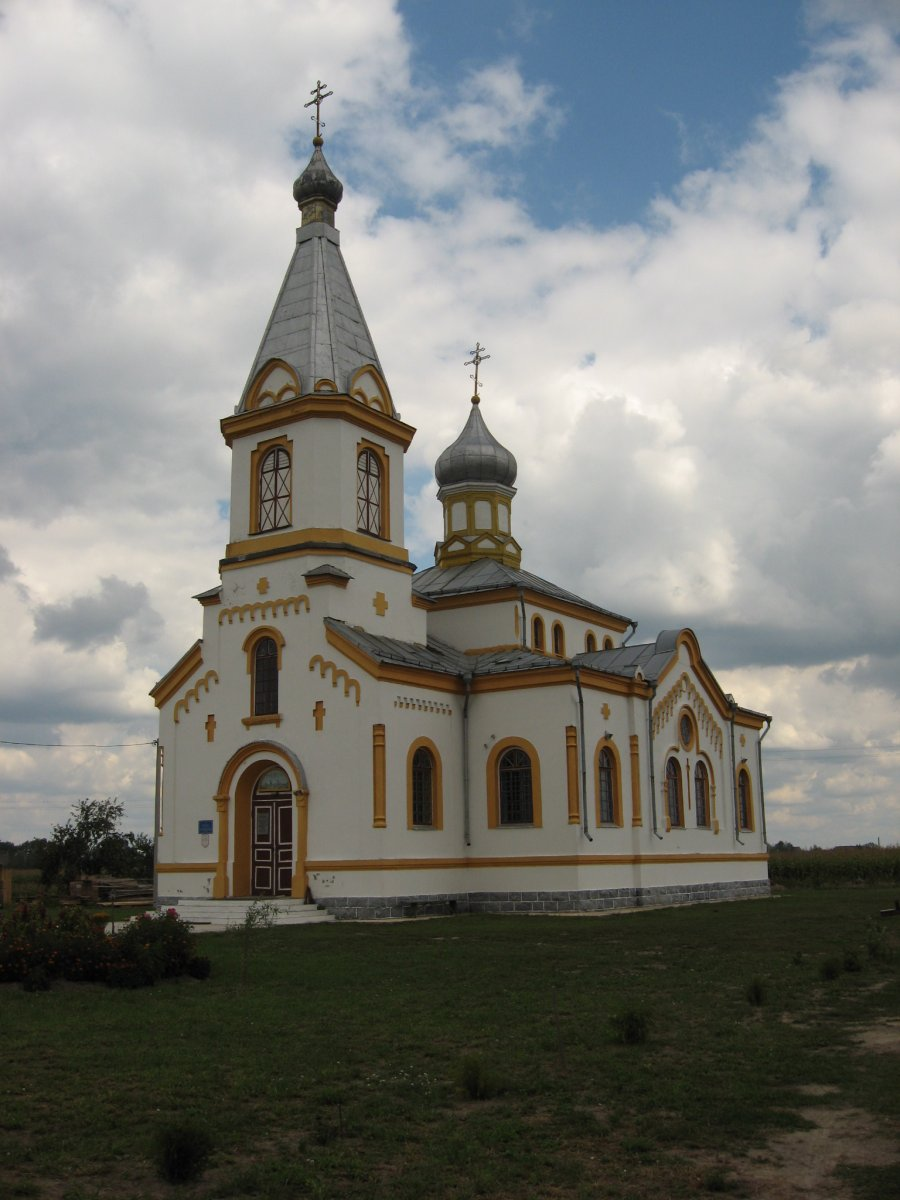
Спасо-Преображенская церковь в Брашевичи
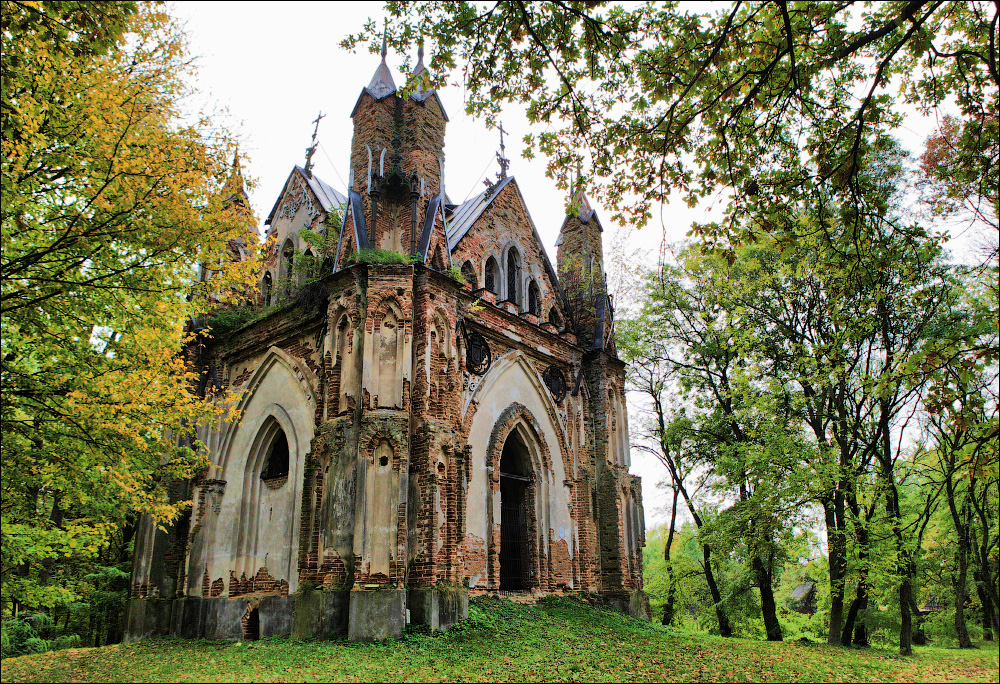
Часовня-усыпальница Ожешко в Закозель
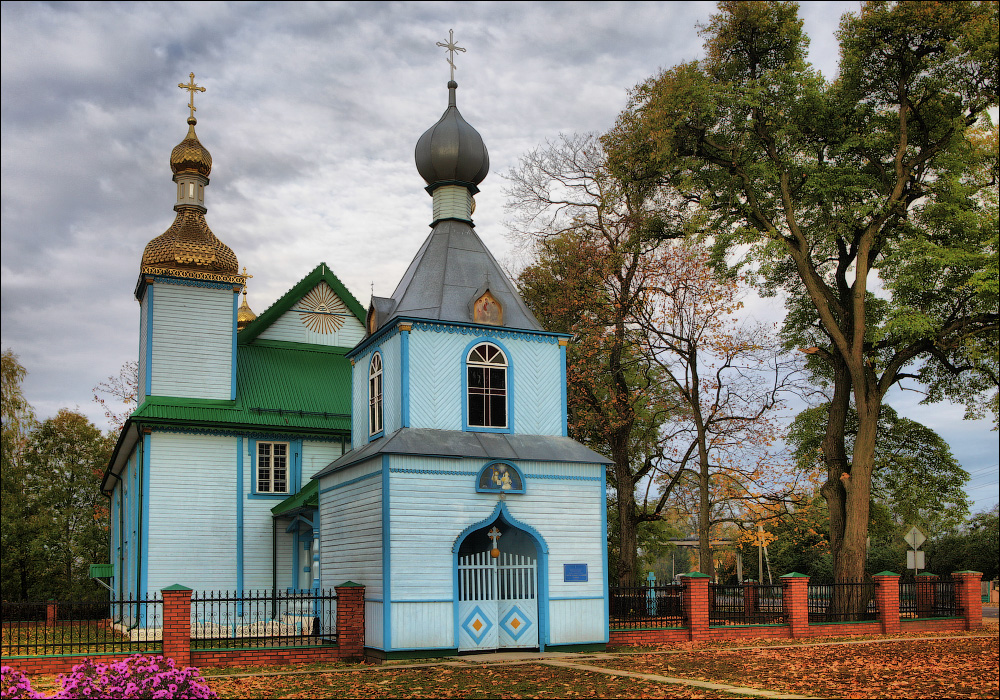
Свято-Троицкая церковь в Бездеж
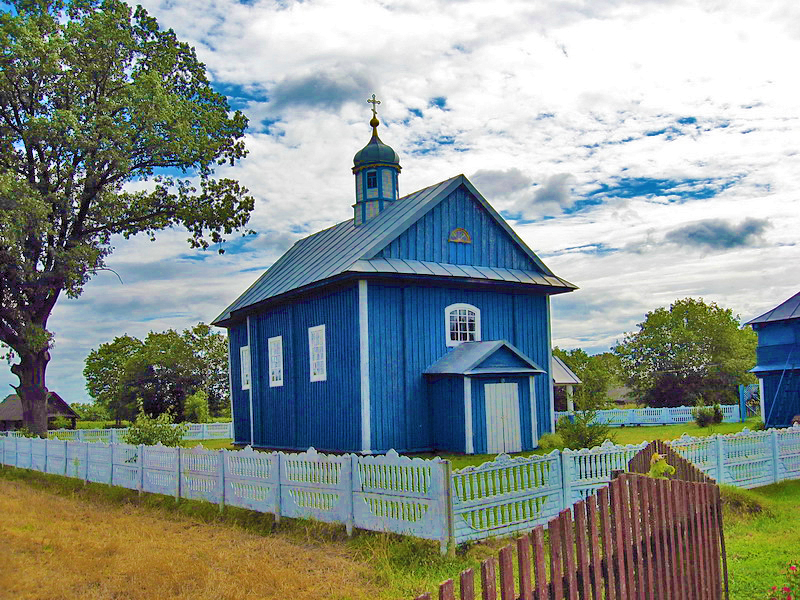
Церковь Рождества Богородицы в Вавуличи
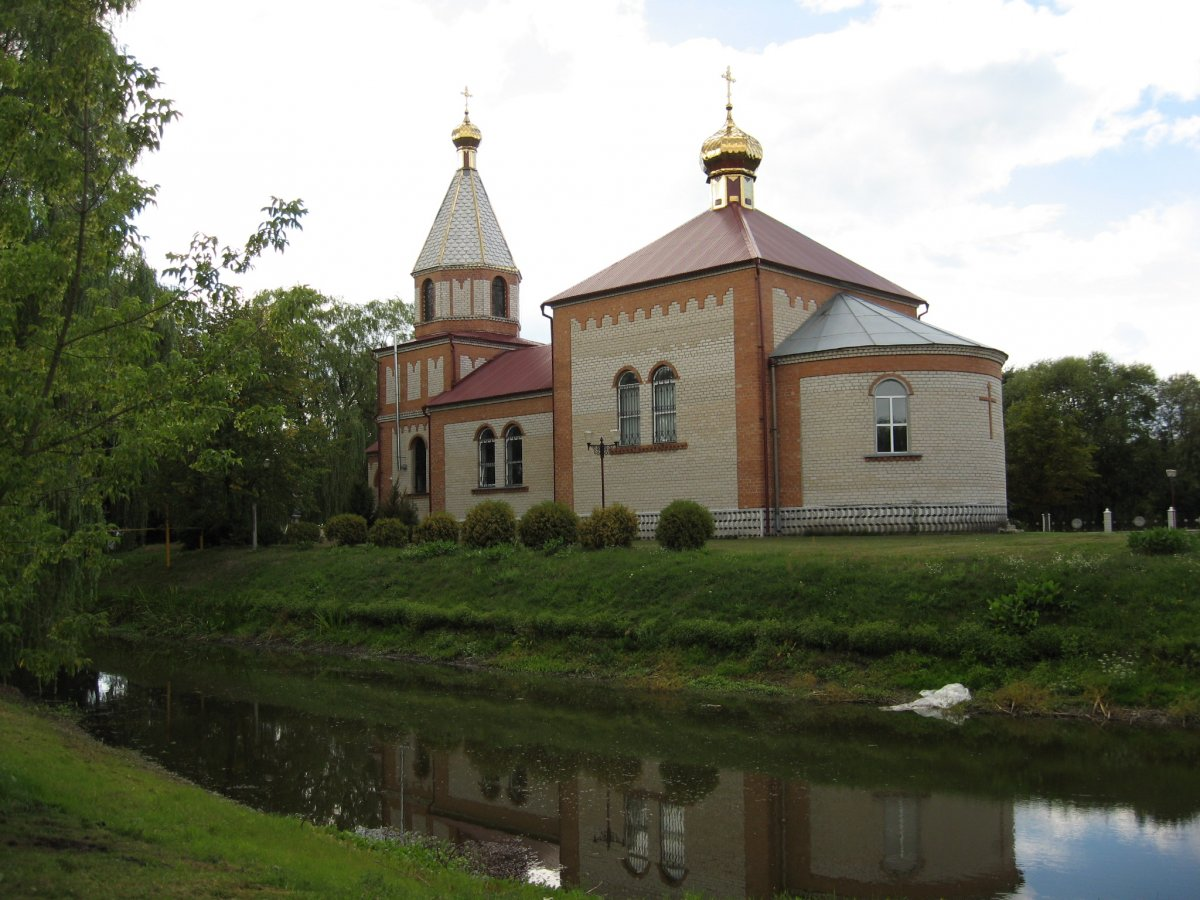
Успенская церковь в Липники